# Bjørgen van Essen
Bjørgen van Essen (15 april 1993) is een Nederlandse zanger en producer.
In november 2011 werd Van Essen  via ZangerGezocht.nl uitgekozen als leadzanger van de band Only Seven Left. De band bracht met van Essen als zanger op 13 april 2012 het album Anywhere from here uit. Hierna volgde een wereldtournee. De band ging in 2014 uit elkaar.
In 2015 deed van Essen mee aan het televisieprogramma De beste singer-songwriter van Nederland.
Sinds 2015 maakt van Essen deel uit van de band DAREDEVILS als zanger en gitarist. In 2019 deed de band mee aan het 10de seizoen van The Voice of Holland, waar ze tot The Battles kwamen.
In 2021 kwam van Essen met een jarentachtigversie van het liedje Lockdown lul van Hans Teeuwen. Vanwege het succes van dit nummer maakte hij daarna met Teeuwen het nummer Kampioen. In december 2021 maakte Van Essen na zeven jaar zijn comeback met Only Seven Left tijdens een online-stream, nadat eerdere concerten vanwege de coronapandemie waren uitgesteld.

## Discografie

### Singles
| Single met eventuele hitnotering(en) in de Nederlandse Top 40 | Datum van verschijnen | Datum van binnenkomst | Hoogste positie | Aantal weken | Opmerkingen                 |
| ------------------------------------------------------------- | --------------------- | --------------------- | --------------- | ------------ | --------------------------- |
| Lockdown lul met Hans Teeuwen                                 | 12-02-2021            | 27-02-2021            | 39              | 2            | Nr. 54 in de Single Top 100 |
| Kampioen met Hans Teeuwen                                     | 21-06-2021            | -                     |                 |              |                             |
| Nee Nee Nee Nee met Olav Mol                                  | 16-07-2021            | -                     |                 |              |                             |
| Voor Peter                                                    | 22-07-2021            | -                     |                 |              |                             |